# 遊佐鳥海インターチェンジ
遊佐鳥海インターチェンジ（ゆざちょうかいインターチェンジ）は、山形県飽海郡遊佐町北目田屋敷にある日本海東北自動車道のインターチェンジである。また、酒田みなとIC - 当インターチェンジ(IC)間は、新直轄区間で整備が進められた。
計画および建設時の正式名称が決定するまでの仮称は、正式名称と同じ遊佐鳥海ICであった。

## 歴史
- 2020年（令和2年）10月29日 : IC名称が「遊佐鳥海IC」で正式決定[5]。
- 2024年（令和6年）3月23日 : 遊佐比子IC - 遊佐鳥海IC間開通に伴い、供用開始[6][7]。
- 2026年度（令和8年度） : 遊佐鳥海IC - 吹浦IC間開通予定[8][7]。

## 周辺
2026年度（令和8年度）の日本海東北自動車道の山形・秋田県境区間の開通に合わせて、道の駅鳥海（道の駅ふらっと）が遊佐鳥海インターチェンジの近くに移転することになっている。
- 遊佐町立高瀬小学校
- 高瀬郵便局

## 接続する道路
- 直接接続
  - 国道345号[1][2]

## 隣
E7 日本海東北自動車道
(22) 遊佐菅里IC - (23) 遊佐鳥海IC - 吹浦IC（事業中）